# Acrossus klickai
Acrossus klickai är en skalbaggsart som beskrevs av Vladimir Balthasar 1932. Acrossus klickai ingår i släktet Acrossus och familjen Aphodiidae. Inga underarter finns listade i Catalogue of Life.